# Parotocinclus
Parotocinclus – rodzaj słodkowodnych ryb sumokształtnych z rodziny zbrojnikowatych (Loricariidae).

## Klasyfikacja
Gatunki zaliczane do tego rodzaju:
| - Parotocinclus amazonensis - Parotocinclus arandai - Parotocinclus aripuanensis - Parotocinclus bahiensis - Parotocinclus bidentatus - Parotocinclus britskii - Parotocinclus cabessadecuia - Parotocinclus cearensis - Parotocinclus cesarpintoi - Parotocinclus collinsae - Parotocinclus cristatus - Parotocinclus dani - Parotocinclus doceanus - Parotocinclus eppleyi - Parotocinclus fluminense - Parotocinclus halbothi - Parotocinclus haroldoi | - Parotocinclus jequi - Parotocinclus jimi - Parotocinclus jumbo - Parotocinclus longirostris - Parotocinclus maculicauda – otocinklus czerwonawopłetwy - Parotocinclus minutus - Parotocinclus muriaensis - Parotocinclus pentakelis - Parotocinclus planicauda - Parotocinclus polyochrus - Parotocinclus prata - Parotocinclus robustus - Parotocinclus seridoensis - Parotocinclus spilosoma - Parotocinclus spilurus - Parotocinclus variola |

Gatunkiem typowym jest Otocinclus maculicauda (P. maculicauda).